# Euthalia marthae
Euthalia marthae är en fjärilsart som beskrevs av Embrik Strand 1910. Euthalia marthae ingår i släktet Euthalia och familjen praktfjärilar. Inga underarter finns listade i Catalogue of Life.